# Prva HNL
Supersport liga (kroatisk: SuperSport nogometna liga), også kendt som 1.HNL er den bedste, kroatiske fodboldrække for herrer, etableret i 1992. Ligaen består af 10 hold.  Vinderen af ligaen kommer med i Champions League. 
Siden 2003 er Prva HNL kendt under forskellige, afhængig af hvem der sponsere ligaen, hvilket har givet dem følgende navne:
- 2003-2007 - Prva HNL Ožujsko
- 2007-2011 - T-Com Prva HNL
- 2011-2013 - MAXtv Prva Liga

## Prva HNL klubber (2019-20)
|          | #   | Antal lag            | Placering | Sæson 2018/19 | Kommentar                     |
| -------- | --- | -------------------- | --------- | ------------- | ----------------------------- |
|          | 1.  | NK Dinamo Zagreb     | 1.        | 1. HNL        | Champions League 2. kvalrunde |
|          | 2.  | HNK Rijeka           | 2.        | 1. HNL        | Europa League 3. kvalrunde    |
|          | 3.  | NK Osijek            | 3.        | 1. HNL        | Europa League 2. kvalrunde    |
|          | 4.  | HNK Hajduk Split     | 4.        | 1. HNL        | Europa League 1. kvalrunde    |
|          | 5.  | HNK Gorica           | 5.        | 1. HNL        |                               |
|          | 6.  | NK Lokomotiva Zagreb | 6.        | 1. HNL        |                               |
|          | 7.  | NK Slaven Koprivnica | 7.        | 1. HNL        |                               |
|          | 8.  | NK Inter Zaprešić    | 8.        | 1. HNL        |                               |
|          | 9.  | NK Istra 1961        | 9.        | 1. HNL        | Nedrykningsplayoff            |
| Stigning | 10. | NK Varaždin (2012)   | 1.        | 2. HNL        | Oprykning                     |
|          |     |                      |           |               |                               |
| Fald     | XX. | NK Rudeš Zagreb      | 10.       | 1. HNL        | Nedrykning                    |

## Vindende klubber
| 0†0 | Ligavindere, der også vandt Hrvatski nogometni kup i samme sæson, altså har vundet the double. |

| Sæson     | Mester (titler)                 | 2. plads       | 3. plads             | Topscore(re)                                                                | Topscore(re) |
| Sæson     | Mester (titler)                 | 2. plads       | 3. plads             | Spiller(ere) (Klub)                                                         | Mål          |
| --------- | ------------------------------- | -------------- | -------------------- | --------------------------------------------------------------------------- | ------------ |
| 1992      | Hajduk Split (1)                | NK Zagreb      | Osijek               | Ardian Kozniku (Hajduk Split)                                               | 12           |
| 1992–93   | Croatia Zagreb (1)              | Hajduk Split   | NK Zagreb            | Goran Vlaović (Croatia Zagreb)                                              | 23           |
| 1993–94   | Hajduk Split (2)                | NK Zagreb      | Croatia Zagreb       | Goran Vlaović (Croatia Zagreb)                                              | 29           |
| 1994–95   | Hajduk Split (3) †              | Croatia Zagreb | Osijek               | Robert Špehar (Osijek)                                                      | 23           |
| 1995–96   | Croatia Zagreb (2) †            | Hajduk Split   | Varteks              | Igor Cvitanović (Croatia Zagreb)                                            | 19           |
| 1996–97   | Croatia Zagreb (3) †            | Hajduk Split   | Hrvatski Dragovoljac | Igor Cvitanović (Croatia Zagreb)                                            | 20           |
| 1997–98   | Croatia Zagreb (4) †            | Hajduk Split   | Osijek               | Mate Baturina (NK Zagreb)                                                   | 18           |
| 1998–99   | Croatia Zagreb (5)              | Rijeka         | Hajduk Split         | Joško Popović (Šibenik)                                                     | 21           |
| 1999–2000 | Dinamo Zagreb (6)               | Hajduk Split   | Osijek               | Tomo Šokota (Dinamo Zagreb)                                                 | 21           |
| 2000–01   | Hajduk Split (4)                | Dinamo Zagreb  | Osijek               | Tomo Šokota (Dinamo Zagreb)                                                 | 20           |
| 2001–02   | NK Zagreb (1)                   | Hajduk Split   | Dinamo Zagreb        | Ivica Olić (NK Zagreb)                                                      | 21           |
| 2002–03   | Dinamo Zagreb (7)               | Hajduk Split   | Varteks              | Ivica Olić (Dinamo Zagreb)                                                  | 16           |
| 2003–04   | Hajduk Split (5)                | Dinamo Zagreb  | Rijeka               | Robert Špehar (Osijek)                                                      | 18           |
| 2004–05   | Hajduk Split (6)                | Inter Zaprešić | NK Zagreb            | Tomislav Erceg (Rijeka)                                                     | 17           |
| 2005–06   | Dinamo Zagreb (8)               | Rijeka         | Varteks              | Ivan Bošnjak (Dinamo Zagreb)                                                | 22           |
| 2006–07   | Dinamo Zagreb (9) †             | Hajduk Split   | NK Zagreb            | Eduardo da Silva (Dinamo Zagreb)                                            | 34           |
| 2007–08   | Dinamo Zagreb (10) †            | Slaven Belupo  | Osijek               | Želimir Terkeš (Zadar)                                                      | 21           |
| 2008–09   | Dinamo Zagreb (11) †            | Hajduk Split   | Rijeka               | Mario Mandžukić (Dinamo Zagreb)                                             | 16           |
| 2009–10   | Dinamo Zagreb (12)              | Hajduk Split   | Cibalia              | Davor Vugrinec (NK Zagreb)                                                  | 18           |
| 2010–11   | Dinamo Zagreb (13) †            | Hajduk Split   | RNK Split            | Ivan Krstanović (NK Zagreb)                                                 | 19           |
| 2011–12   | Dinamo Zagreb (14) †            | Hajduk Split   | Slaven Belupo        | Fatos Bećiraj (Dinamo Zagreb)                                               | 15           |
| 2012–13   | Dinamo Zagreb (15)              | Lokomotiva     | Rijeka               | Leon Benko (Rijeka)                                                         | 19           |
| 2013/2014 | Dinamo Zagreb (16)              | Rijeka         | Hajduk Split         | Duje Čop (Dinamo Zagreb)                                                    | 22           |
| 2014/2015 | Dinamo Zagreb (17) †            | Rijeka         | Hajduk Split         | Andrej Kramarić (Rijeka)                                                    | 21           |
| 2015/2016 | Dinamo Zagreb (18) †            | Rijeka         | Hajduk Split         | Ilija Nestorovski (Inter Zaprešić)                                          | 25           |
| 2016/2017 | Rijeka (1) †                    | Dinamo Zagreb  | Hajduk Split         | Márkó Futács (Hajduk Split)                                                 | 18           |
| 2017/2018 | Dinamo Zagreb (19) †            | Rijeka         | Hajduk Split         | El Arabi (Dinamo Zagreb)                                                    | 17           |
| 2018/2019 | Dinamo Zagreb (20)              | Rijeka         | Osijek               | Mijo Caktaš (Hajduk Split)                                                  | 19           |
| 2019/2020 | Dinamo Zagreb (21)              | NK Lokomotiva  | Rijeka               | 🇭🇷 Mijo Caktas (Hajduk Split) 🇭🇷 Antonio Colak Rijeka 🇧🇦 Mirko Maric Osijek | 20           |
| 2020/2021 | Dinamo Zagreb (22) pokal vinder | Osijek         | Rijeka               | 🇦🇷 Ramon Mierez (Osijek)                                                    | 22           |
| 2021/2022 | Dinamo Zagreb (23)              | Hajduk Split   | Osijek               | 🇭🇷 Marko Livaja (Hajduk Split)                                              | 28           |
| 2022/2023 | Dinamo Zagreb (24)              | Hajduk Split   | Osijek               | 🇭🇷 Marko Livaja (Hajduk Split)                                              | 19           |
| 2023/2024 | Dinamo Zagreb (25) pokal vinder | Rijeka         | Hajduk Split         | 🇭🇷 Davor Vugrinec (NK Zagreb)                                               | 18           |

Noter:
- Dinamo Zagreb ændrede deres navn til "HAŠK Građanski" i juni 1991 og igen i februar 1993 til "Croatia Zagreb". De vandt fem titler og deltog i 1998–99 og 1999–2000-sæsoner af UEFA Champions Leagues gruppespil, før de ændrede det til "Dinamo Zagreb" i februar 2000.